# ابرآتشفشان

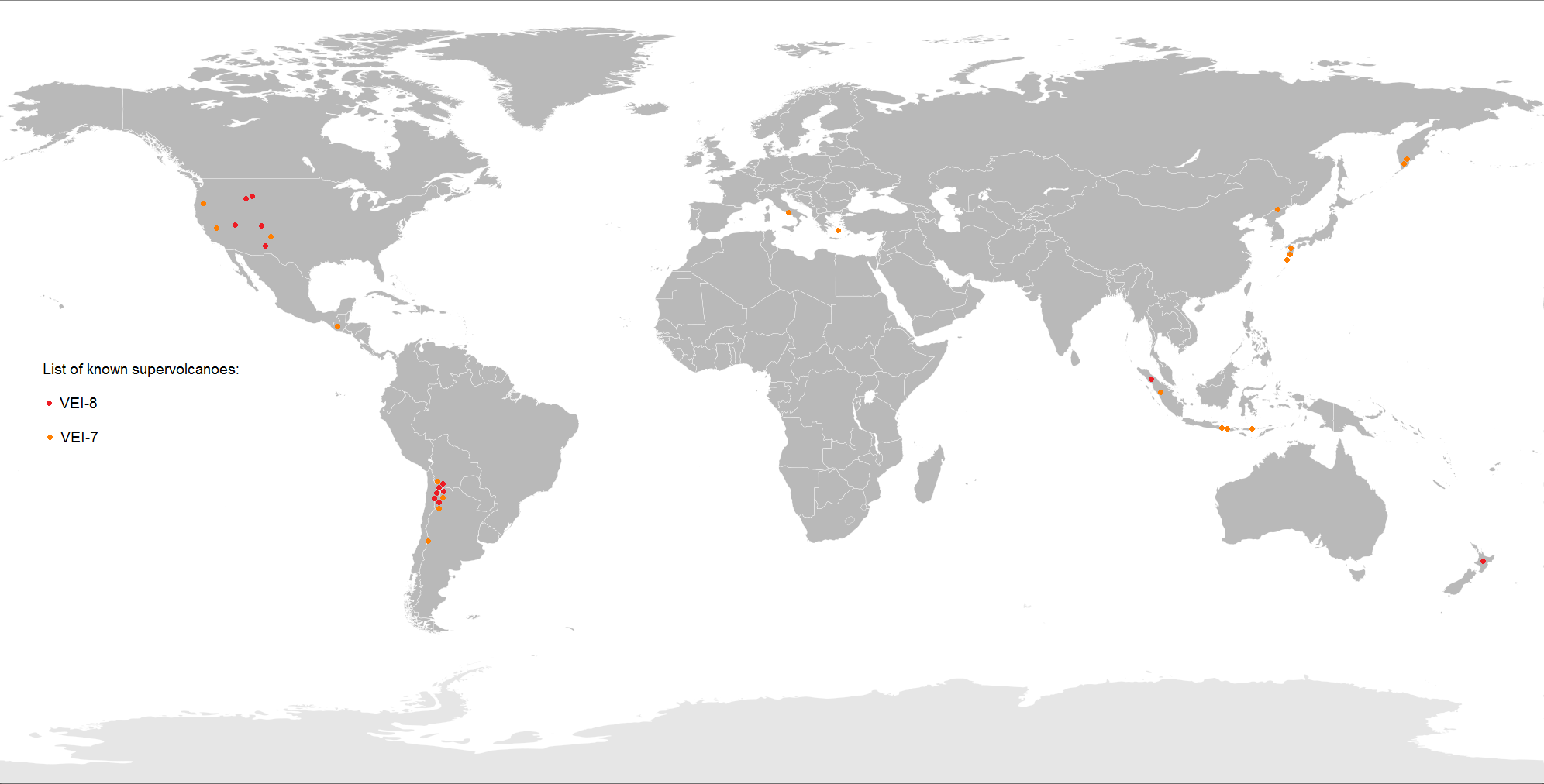
نقشه ابرآتشفشان‌های شناخته‌شده در سراسر جهان:
نمایه شدت فوران آتشفشان (VEI) 8
نمایه شدت فوران آتشفشان (VEI) 7

اَبَرآتشفشان (به انگلیسی: Supervolcano) اصطلاحی برای نامیدن یک مرکز آتشفشانی است که بنا بر نمایه شدت فوران آتشفشان (VEI) قدرت فورانی برابر با ۸ دارد. این بدان معنا است که حجم پرتابه آن (شامل خاکستر، پومیس و گدازه) بیش از ۱۰۰۰ کیلومتر مکعب است. بدین ترتیب ابرآتشفشان آتشفشانی است که زمانی در تاریخ بیش از ۱۰۰۰ کیلومتر مکعب (برابر با ۲۴۰ مایل مکعب) نهشته به بیرون پرتاب کرده‌است. این اصطلاح نخستین بار در در سال ۲۰۰۰ و در برنامهٔ علمی افق محصول بی‌بی‌سی برای نامیدن آتشفشان‌هایی که بزرگترین فوران‌های زمین را باعث شده‌اند مورد استفاده قرار گرفت. فوران چنین آتشفشانی بسیار فاجعه‌بار خواهد بود. صدای انفجار آن در سرتاسر جهان شنیده خواهد شد، آسمان تیره شده و باران سیاه خواهد بارید و زمین در شرایطی همچون زمستانی هسته‌ای قرار خواهد گرفت.

## تفاوت آتشفشان و ابرآتشفشان
آتشفشان‌های عادی معمولاً از ستونی از سنگ‌های مذاب ماگمایی که از اعماق زمین بیرون آمده‌اند، بر روی سطح آن ریخته و سفت می‌شوند تشکیل شده‌اند. اما زندگی یک ابرآتشفشان زمانی آغاز می‌شود که ماگما از گوشته بالا آمده و تشکیل مخزنی جوشان را در پوسته زمین می‌دهد. با افزوده‌ شدن بر حجم این مخزن اندازهٔ آن به‌شدت افزایش یافته و فشار عظیمی را در آن باعث می‌شود تا آنکه سرانجام فوران می‌کند.

## آخرین فوران ابرآتشفشانی در زمین
آخرین فوران ابرآتشفشانی در زمین مربوط به فوران توبا واقع در سوماترای اندونزی در ۷۴٬۰۰۰ سال پیش می‌شود. این فوران فاجعه‌بار که ده‌هزار بار شدیدتر از فوران کوه سنت هلن در سال ۱۹۸۰ بود به‌طور چشمگیری زندگی در زمین را تحت تأثیر قرار داد. پرتاب حجم عظیمی از خاکستر و دی‌اکسید گوگرد به درون استراتوسفر سبب شد تا جلوی تابش نور خورشید به زمین گرفته شده و دمای زمین رو به کاهش گذارد. بنا بر نظر برخی از ژن‌شناسان تأثیر این رویداد بر زندگی انسان فاجعه‌بار بود و احتمالاً شمار آدمیان به تنها چند هزار نفر کاهش یافت.

## ابرآتشفشان یلوستون
آتشفشان دیگری از این دست که یکی از بزرگترین ابرآتشفشان‌ها به شمار می‌رود یلواستون است که در زیر پارک ملی یلوستون در ایالات متحده آمریکا قرار دارد. بنا بر بررسی دانشمندان این ابرآتشفشان هر ۶۰۰٬۰۰۰ سال فوران می‌کند و آخرین فوران آن به ۶۴۰ هزار سال پیش باز می‌گردد. با وجود این دانشمندان بر این عقیده‌اند که تا چند سدهٔ آینده فوران فاجعه‌باری در یلوستون روی نخواهد داد به‌ویژه که این سوپر آتشفشان از زمان آخرین فورانش تاکنون حدود ۸۰ فوران تقریباً غیر انفجاری نیز داشته‌است که تنها منجر به تولید جریان گدازه شده‌است و احتمالاً فوران‌های آینده‌اش نیز از همین دست خواهد بود.

## ابرآتشفشان‌های زمین
فهرست ابرآتشفشان‌های زمین به شرح زیر است:
- یلوستون، پارک ملی یلوستون، ایالات متحده آمریکا
- دریاچه توبا، سوماترا، اندونزی
- لانگ ولی، کالیفرنیا، ایالات متحده آمریکا
- دریاچه تاپو، نیوزیلند
- کالدرای والس، نیو مکزیکو، ایالات متحده آمریکا
- کالدرای آیرا، ژاپن